# Élections sénatoriales de 1998 dans la Drôme
Les élections sénatoriales dans la Drôme ont eu lieu le dimanche 27 septembre 1998. 
Elles ont eu pour but d'élire les sénateurs représentant le département au Sénat pour un mandat de neuf années.

## Contexte départemental
Lors des élections sénatoriales du 24 septembre 1989 dans la Drôme, deux sénateurs PS ont été élus, Gérard Gaud et Jean Besson.
Gérard Gaud est mort en 1996. Bernard Piras (PS) est élu lors de la partielle qui suit.
Depuis, tous les effectifs du collège électoral des grands électeurs ont été renouvelés, avec les élections législatives françaises de 1997, les élections régionales françaises de 1998, les élections cantonales de 1994 et 1998 et les élections municipales françaises de 1995.

## Sénateurs sortants
| Sénateur | Sénateur      | Parti | Fonctions lors de l'élection en 1989 |
| -------- | ------------- | ----- | ------------------------------------ |
|          | Jean Besson   | PS    | Conseiller général                   |
|          | Bernard Piras | PS    | Adjoint au maire de Romans-sur-Isère |

## Présentation des candidats
Les nouveaux représentants sont élus pour une législature de 9 ans au suffrage universel indirect par les 1175 grands électeurs du département. 
Dans la Drôme, les sénateurs sont élus au scrutin majoritaire à deux tours.
| Candidats | Candidats           | Parti | Principale fonction                                           |
| --------- | ------------------- | ----- | ------------------------------------------------------------- |
|           | Jean-Guy Pinède     | EXG   | Conseiller général, maire de Portes-lès-Valence               |
|           | Marie-Jo Chevalier  | PCF   | Conseillère municipale de Romans-sur-Isère                    |
|           | Martial Langlais    | PCF   | Maire de Lapeyrouse-Mornay                                    |
|           | Véronique Schlotter | Verts | Conseillère municipale de Félines-sur-Rimandoule              |
|           | Jean Besson         | PS    | Sénateur sortant, conseiller général                          |
|           | Bernard Piras       | PS    | Sénateur sortant                                              |
|           | Jean Mouton         | UDF   | Président du conseil général, maire de Pierrelatte            |
|           | Gabriel Biancheri   | RPR   | Conseiller général, maire de Hauterives                       |
|           | Bernard Pinet       | FN    | Conseiller régional, conseiller municipal de Romans-sur-Isère |
|           | Daniel Pélissier    | FN    | Conseiller municipal de Mirabel-aux-Baronnies                 |

## Résultats
| Candidat et parti politique | Candidat et parti politique | Candidat et parti politique | Premier tour | Premier tour | Second tour | Second tour |
| Candidat et parti politique | Candidat et parti politique | Candidat et parti politique | Voix         | %            | Voix        | %           |
| --------------------------- | --------------------------- | --------------------------- | ------------ | ------------ | ----------- | ----------- |
|                             | Jean Mouton                 | UDF                         | 517          | 44,96        | 537         | 46,82       |
|                             | Jean Besson                 | PS                          | 489          | 42,52        | 582         | 50,74       |
|                             | Bernard Piras               | PS                          | 470          | 40,87        | 582         | 50,74       |
|                             | Gabriel Biancheri           | RPR                         | 446          | 38,78        | 361         | 31,47       |
|                             | Marcial Langlais            | PCF                         | 78           | 6,78         | Retrait     | Retrait     |
|                             | Jean-Guy Pinède             | EXG                         | 76           | 6,61         | Retrait     | Retrait     |
|                             | Marie-José Chevalier        | PCF                         | 75           | 6,52         | Retrait     | Retrait     |
|                             | Véronique Schlotter         | Verts                       | 43           | 3,74         | 25          | 2,18        |
|                             | Bernard Pinet               | FN                          | 32           | 2,78         | 21          | 1,83        |
|                             | Daniel Pelissier            | FN                          | 26           | 2,26         | 17          | 1,48        |
|                             |                             |                             |              |              |             |             |
| Inscrits                    | Inscrits                    | Inscrits                    | 1 175        | 100,00       | 1 175       | 100,00      |
| Abstentions                 | Abstentions                 | Abstentions                 | 17           | 1,45         | 16          | 1,36        |
| Votants                     | Votants                     | Votants                     | 1 158        | 98,55        | 1 159       | 98,64       |
| Blancs et nuls              | Blancs et nuls              | Blancs et nuls              | 8            | 0,69         | 12          | 1,04        |
| Exprimés                    | Exprimés                    | Exprimés                    | 1 150        | 99,31        | 1 147       | 98,96       |